# Bob Rohrbach
Robert „Bob“ James Rohrbach (* 2. April 1955 in Garden City, New York) ist ein ehemaliger US-amerikanischer Fußballspieler auf der Position eines Stürmers. Kurz nach seinem 25. Geburtstag beendete er verletzungsbedingt seine Karriere als aktiver Fußballspieler und begann eine Laufbahn in der Oilfield-Service-Industrie.

## Karriere

### Vom Basketballspieler zum Fußballspieler
Bob Rohrbach wurde am 2. April 1955 in der auf Long Island liegenden Gemeinde Garden City im US-Bundesstaat New York geboren, wo er auch aufwuchs und unter anderem die Garden City Senior High School besuchte. In seiner Kindheit und Jugend war er vor allem dem Basketballspielen zugeneigt und entwickelte er spät ein Interesse für den Fußballsport. So kam es auch, dass er nach einer erfolgreichen Zeit als Basketballspieler in der High School ein Sportstipendium bekam, in weiterer Folge jedoch keine Universität Interesse an dem jungen Spieler zeigte. Daraufhin entschied er sich für eine Immatrikulation an der University of Dayton, wo er sich deren Herrenbasketballmannschaft anschließen wollte. Noch während des Trainings für die anstehende Freshman-Saison absolvierte er auch ein Probetraining bei der Herrenfußballmannschaft und entschied sich daraufhin kurzfristig für diese anzutreten und verließ aus diesem Grund wieder die Basketballer.
Bei den Fußballern absolvierte er einige erfolgreiche Jahre und wurde rasch zu einem der bis heute erfolgreichsten Fußballspieler in der Geschichte der Dayton Flyers, der Sportabteilung der University of Dayton. Noch heute (Stand: 2016) hält er die Rekorde für die meisten Tore in einer Saison (1975, 31 Tore in 14 Spielen) und einer College-Karriere (69 Tore von 1973 bis 1976). In der Wertung mit den meisten Toren in einem Spiel liegt er zusammen mit Pat Obiaya, dem dies im Jahre 1966 gelang, mit sieben Toren an erster Stelle. Im Laufe seiner College-Karriere absolvierte er 61 Meisterschaftsspiele, in denen er 69 Tore und 14 Torvorlagen bei insgesamt 172 Torschüssen beisteuerte. Dies sind insgesamt 152 Scorerpunkte, sowie 1,13 Tore pro Spiel und 2,49 Scorerpunkte pro Spiel. In jedem Jahr seiner Teilnahme wurde in verschiedene Auswahlen gewählt; so war er 1973 in der All-Ohio-Auswahl, erhielt 1974 eine All-Ohio Honorable Mention, war 1975 im All-America Second Team und erhielt zudem im Jahre 1975 eine All-America Honorable Mention. Im Jahre 1993 wurde der Alumni von 1978, der bis 1977 an der Universität studierte, für seine erbrachten Leistungen in die University of Dayton Athletic Hall of Fame gewählt. Nach Pat Obiaya, der 1979 in die Ruhmeshalle gewählt wurde, war er zu diesem Zeitpunkt der zweite Fußballspieler, dem diese Ehre zuteilwurde.

### Start der Profikarriere
Seine Erfolge im College-Fußball blieben auch in der North American Soccer League (NASL), der damals höchsten nordamerikanischen Fußballliga, nicht unbemerkt. So schaffte er noch im Spieljahr 1977 den Sprung zu New York Cosmos, die ab diesem Jahr und für ein weiteres ausschließlich unter dem Namen Cosmos aufliefen. Bei Cosmos stand er im Aufgebot vieler internationaler Topstars wie Franz Beckenbauer, Pelé oder Giorgio Chinaglia, um hier nur einige zu nennen. Jedoch kam er bei diesem durchwegs erfahrenen Kader kaum zur Beachtung und wurde von Trainer Gordon Bradley bzw. dessen Nachfolger Eddie Firmani in keinem Pflichtspiel eingesetzt. Im darauffolgenden Jahr wechselte er zu den neu gegründeten und nur für diese Saison bestehenden Colorado Caribous, die noch heute vor allem für ihre eigenwilligen Dressen bekannt sind. Bei den Caribous war er eine der Stammkräfte und brachte es als Stürmer bei 26 Meisterschaftseinsätzen zu sechs Treffern und zwei Assists. Da die Mannschaft aus finanziellen, wie auch sportlichen Gründen am Ende des Jahres 1978 wieder aufgelöst und in weiterer Folge nach Atlanta übersiedelt und unter dem Namen Atlanta Chiefs bis 1981 weitergeführt wurde, hatte Rohrbach auch hier keine lange Zukunft vor sich. 1979 wechselte er innerhalb der Liga zum ein Jahr zuvor gegründeten Franchise Detroit Express, bei dem er in weiterer Folge zwar torgefährlich agierte, unter dem englischen Trainer Ken Furphy jedoch kaum zu Einsätzen kam. Bis zum Ende des Spieljahres 1979 hatte er es auf acht Meisterschaftsspiele, in denen er vier Tore erzielte und ohne Torvorlage blieb, gebracht. Für die Mannschaft trat er auch in der NASL Indoor, der Hallenfußballliga der NASL, wo er in der Saison 1979/80 in vier Spielen ebenso viele Treffer erzielte und auch drei Torvorlagen beisteuerte.

### Von der NASL in die ASL und MISL
Noch im Spieljahr 1979 zog er sich aus der North American Soccer League zurück und wechselte stattdessen in die American Soccer League (ASL) zu Columbus Magic, bei denen er fortan zum Einsatz kam. Noch in seinem ersten Jahr beim Team erreichte er mit der Mannschaft am Ende der regulären Spielzeit den ersten Platz in der Eastern Division und zog somit mit Columbus Magic in die saisonabschließenden Play-offs ein. In diesen setzte sich das Team rund um den 1,88 m großen Angriffsspieler gegen die Pennsylvania Stoners in den beiden Halbfinalbegegnungen mit jeweils 2:1 durch und zog ins anschließende Finale ein. Dort unterlag Magic nur knapp dem Franchise Sacramento Gold mit 0:1 und durfte sich somit zum Jahresende nur Vizemeister der ASL nennen. Nachdem er in der Saison 1979/80 auch dem Team Pittsburgh Spirit mit Spielbetrieb in der Major Indoor Soccer League (MISL) angehört hatte und für dieses ab Beginn der Saison bei 13 Einsätzen zwei Tore und zwei Assists beigesteuert hatte, beendete er die Hallenfußballsaison 1979/80 beim Ligakonkurrenten Hartford Hellions, wo er lediglich drei Spiele absolvierte und einmal zum Torerfolg kam. Wie bereits 1979 kam Rohrbach auch 1980, dem zweiten und letzten Jahr ihres Bestehens, für die Mannschaft Columbus Magic zum Einsatz. In der, im Vergleich zum Vorjahr, stark geschrumpften und komplett überarbeiteten Liga erreichte er in der National Conference lediglich den vierten und letzten Tabellenplatz. Noch während des Spieljahres 1980 musste er allerdings seine Karriere als aktiver Fußballspieler beenden, nachdem er sich kurz nach seinem 25. Geburtstag im April 1980 bei einem Zusammenstoß mit einem anderen Spieler eine schwere Verletzung zugezogen hatte. Dabei kollidierte sein Kopf mit dem eines Gegenspielers, woraufhin Bob Rohrbach vier Tage lang im Koma lag und somit ein frühzeitiges Karriereende nach sich zog.

### Karriere danach
In weiterer Folge zog er sich weitgehend aus dem Fußballsport zurück und begann eine Laufbahn in der Oilfield-Service-Industrie. Noch in den 1980ern bzw. spätestens in den 1990ern war er dabei unter anderem Teilhaber der Firma R&R Procurement Inc. Auch heute (Stand: 2016) ist er noch immer in dieser Branche tätig, arbeitet aber zumeist für andere Firmen wie unter anderem für den Hersteller Venturetech.